# Vierasser

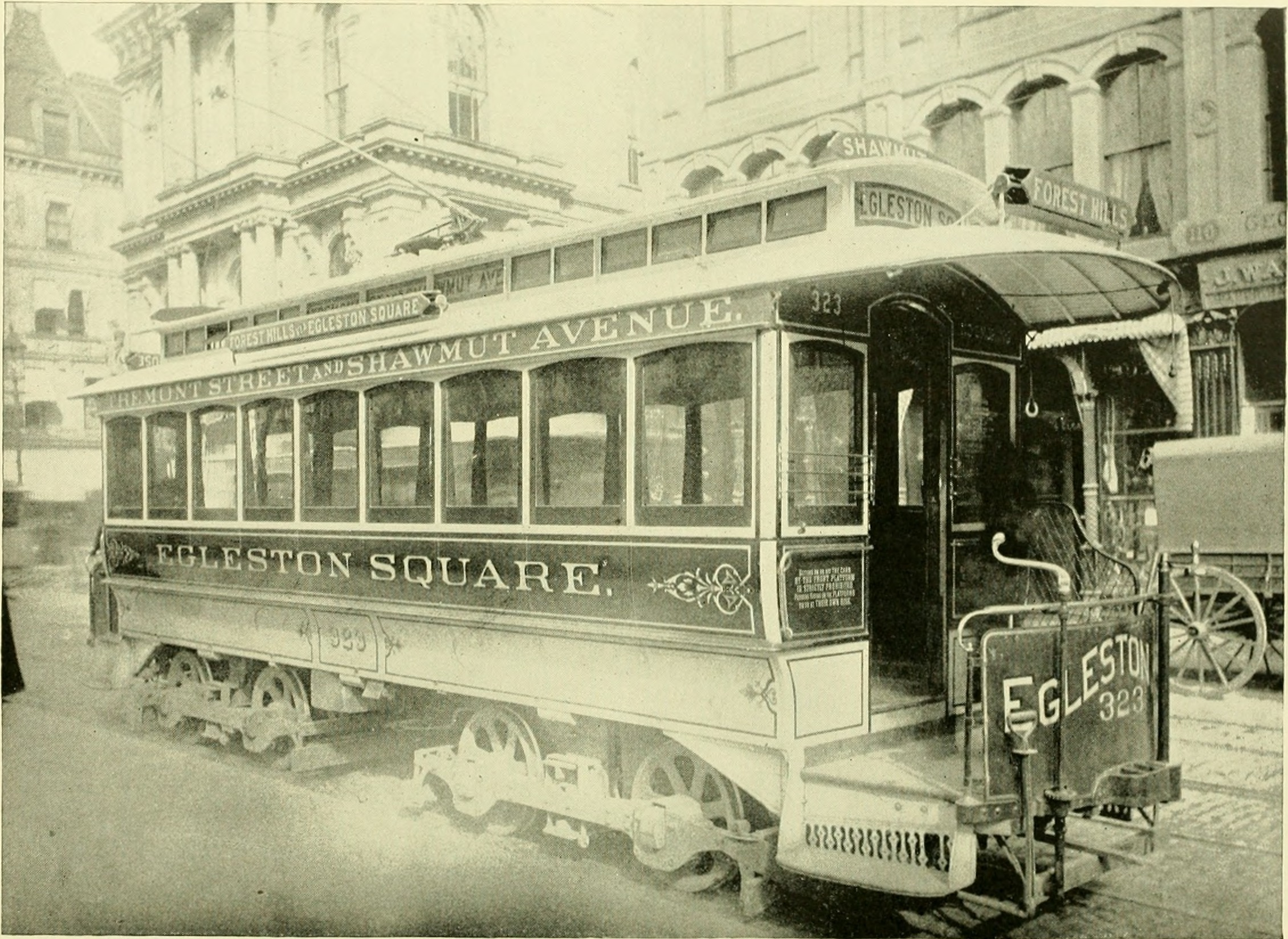
Vierasser te Boston uit 1892

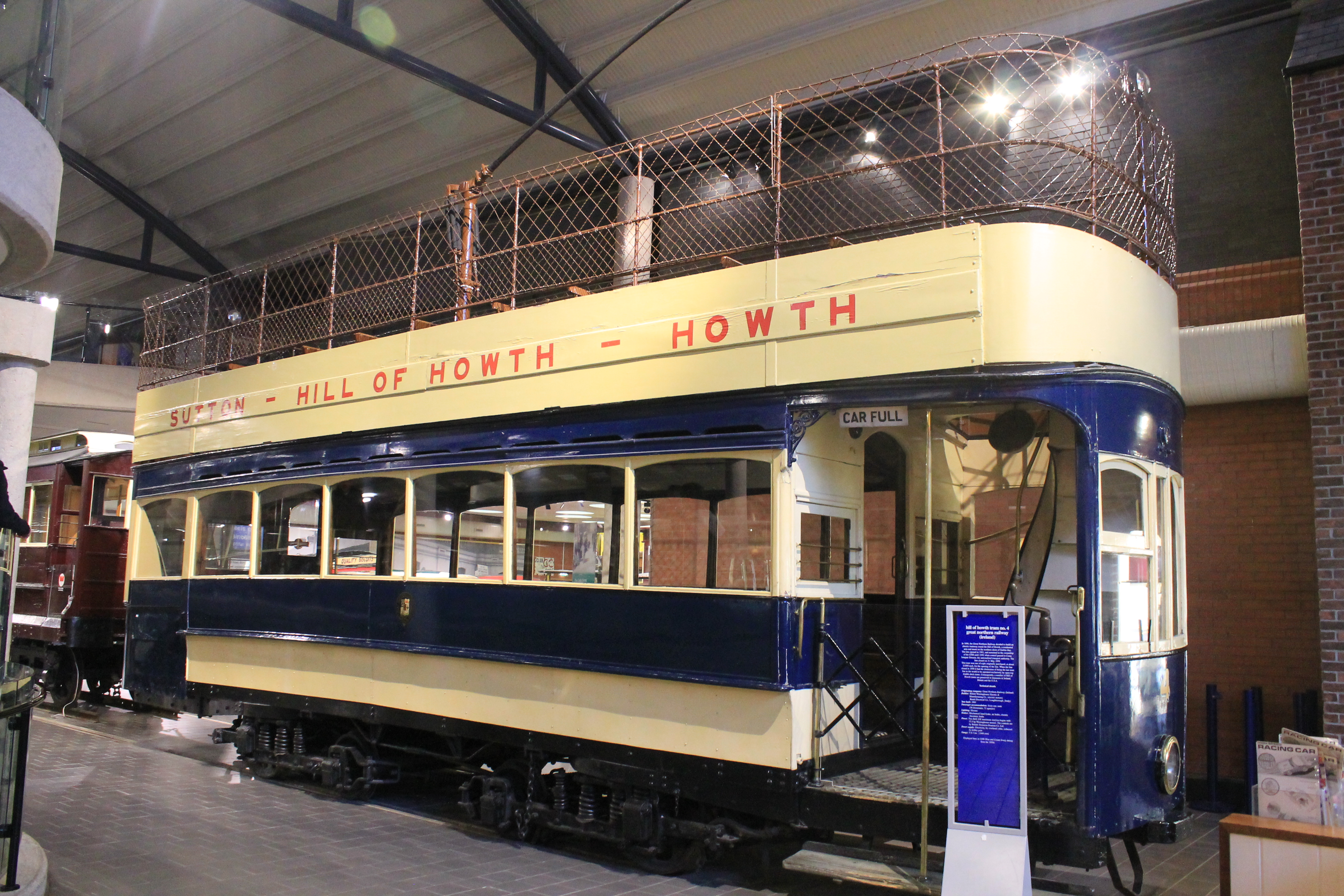
Een dubbeldekstram uit Howth

Een vierasser is een voertuig dat rust op vier assen. De benaming wordt vooral in de spoor- en tramwegwereld gebruikt. Bij trams gaat het om het meest gebouwde type materieel; alhoewel in de 21e eeuw er nog maar weinig gebouwd worden. Bij treinen heeft de overgrote meerderheid van wagons ook vier assen; zowel die voor passagiers- als voor goederenvervoer.

## Vierassers op twee draaistellen

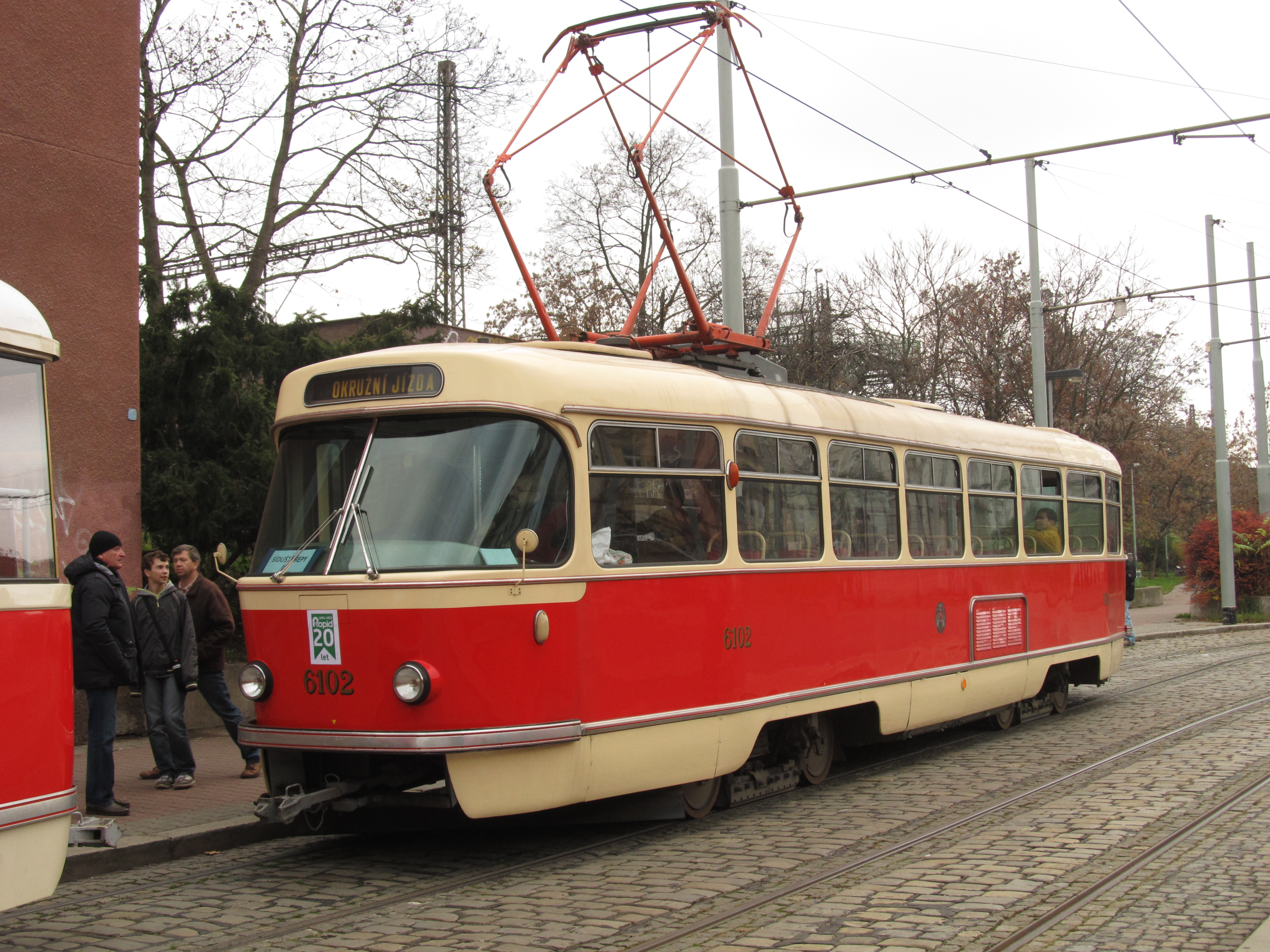
De meest gebouwde tram - een Tatra T3 - is een vierasser.

De assen zijn meestal twee aan twee ondergebracht in draaistellen. Omstreeks 1900 werden bij trammotorwagens ook wel draaistellen met een groot en een klein wiel toegepast, de zogenaamde maximum-traction-trucks. Later werden meestal draaistellen met wielen van gelijke grootte toegepast, de equal-wheel-trucks.
In de tweede helft van de 20e eeuw hebben bij de meeste trambedrijven de vierassers en de langere gelede wagens de tweeassers en drieassers vrijwel geheel verdrongen. In de 21 eeuw worden nog maar weinig viesassers gebouwd, de meesten worden gekocht door steden in Midden- en Oost-Europa, Rusland plus Japan. Ze hebben meestal een lagevloer bij de ingangen. Uitzondering zijn de drie door de Tram van Woltersdorf bestelde trams die in 2023 geleverd moeten worden.

### Voordelen
Doordat de draaistellen met de assen in spoorbogen meesturen, is er een soepele loop door de bocht. Dit in tegenstelling tot een tweeasser met starre assen. Bij draaistellen is er vaak minder slijtage omdat de wielen minder wringen. De vierasser met draaistellen kan voorts een langere wagenbak hebben dan een tweeasser, waardoor een grotere capaciteit beschikbaar is. Als goedkoper alternatief voor de vierasser, met toch de voordelen van de soepeler rijeigenschappen, werd de drieasser ontwikkeld. De meeste drieassers werden gebouwd volgens het systeem  systeem van Dr. Jakob Buchli.

## Vierassers op tweeassige trucks

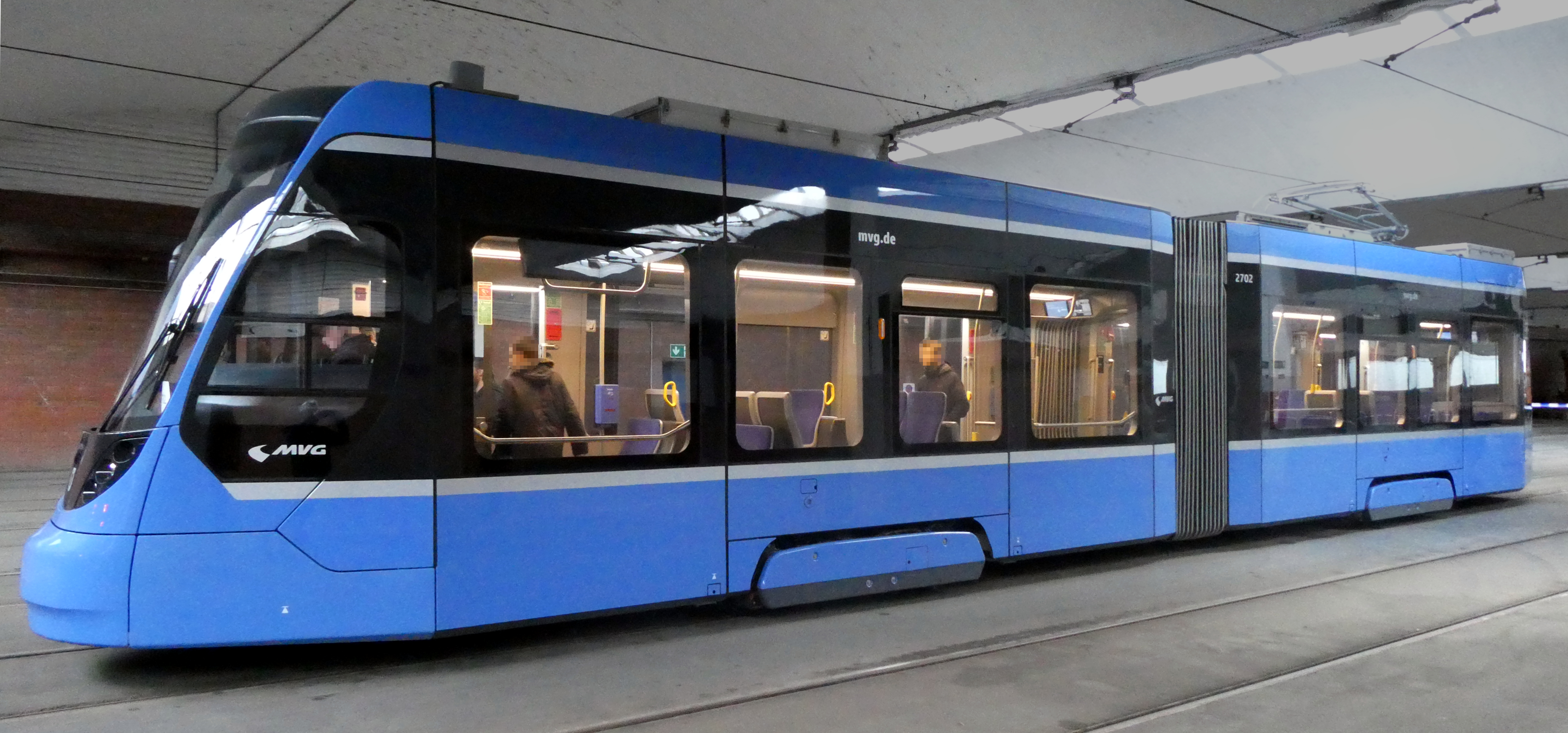
Een gelede vierasser van het type Avenio.

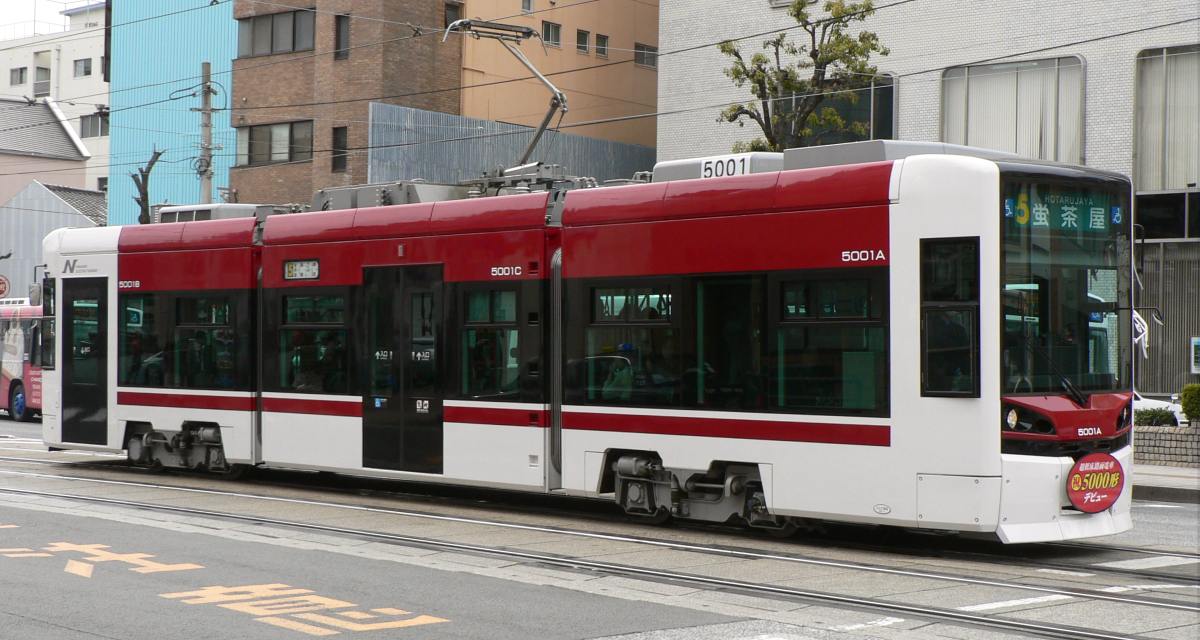
Een gelede vierasser met zwevende bak; van de Nagasaki Dentetsu.

Naast vierassige trams op twee draaistellen bestaat er ook de variant met twee of drie wagenbakken rustend op twee vaste tweeassige trucks. Vaak werden hiervoor bestaande tweeassige trams of alleen bestaande tweeassige trucks gebruikt, in veel gevallen van verouderde of in de oorlog vernielde trams. Hierbij werden de beide wagenbakken direct met een geleding met elkaar verbonden. Ook kwam het voor dat er tussen de beide bakken een zwevend middendeel hing. Dit laatste type werd ook wel two-rooms-and-a-bath (twee kamers met bad) genoemd. Een tussenvorm bestond nog waarbij een tweede wagenbak enerzijds rustend op een tweeassig draaistel anderzijds rustte op de eerste wagenbak op een vaste truck, een zogenaamde opleggertram.
In Nederland kwam het tramtype rustend op vaste trucks voor in Amsterdam waar in 1932, respectievelijk 1934 telkens twee Union-motorwagens (161+162 en 177+178) met een zwevende middenbak tot gelede wagen werden samengevoegd. Een belangrijk voordeel van dit tramtype was, dat er ten opzichte van een tramstel bestaande uit motorwagen met bijwagen één conducteur werd uitgespaard.

### Productie
Vierassers op vaste tweeassige trucks met een zwevende middenbak werden in de jaren dertig tot vijftig veel geproduceerd, vooral in Midden-Europa. Deze trams zijn vrijwel uit het straatbeeld verdwenen, op enkele museumtrams na. Wel is sinds circa 2000 een type lagevloertram in opkomst met trucks die iets flexibeler zijn bevestigd, maar nog geen draaistellen kunnen worden genoemd. Om toch soepel door bochten te gaan, zijn de buitenste bakken door een zwevende bak verbonden. Kleine series trams hiervan worden in Japan gebouwd. 

## Galerij

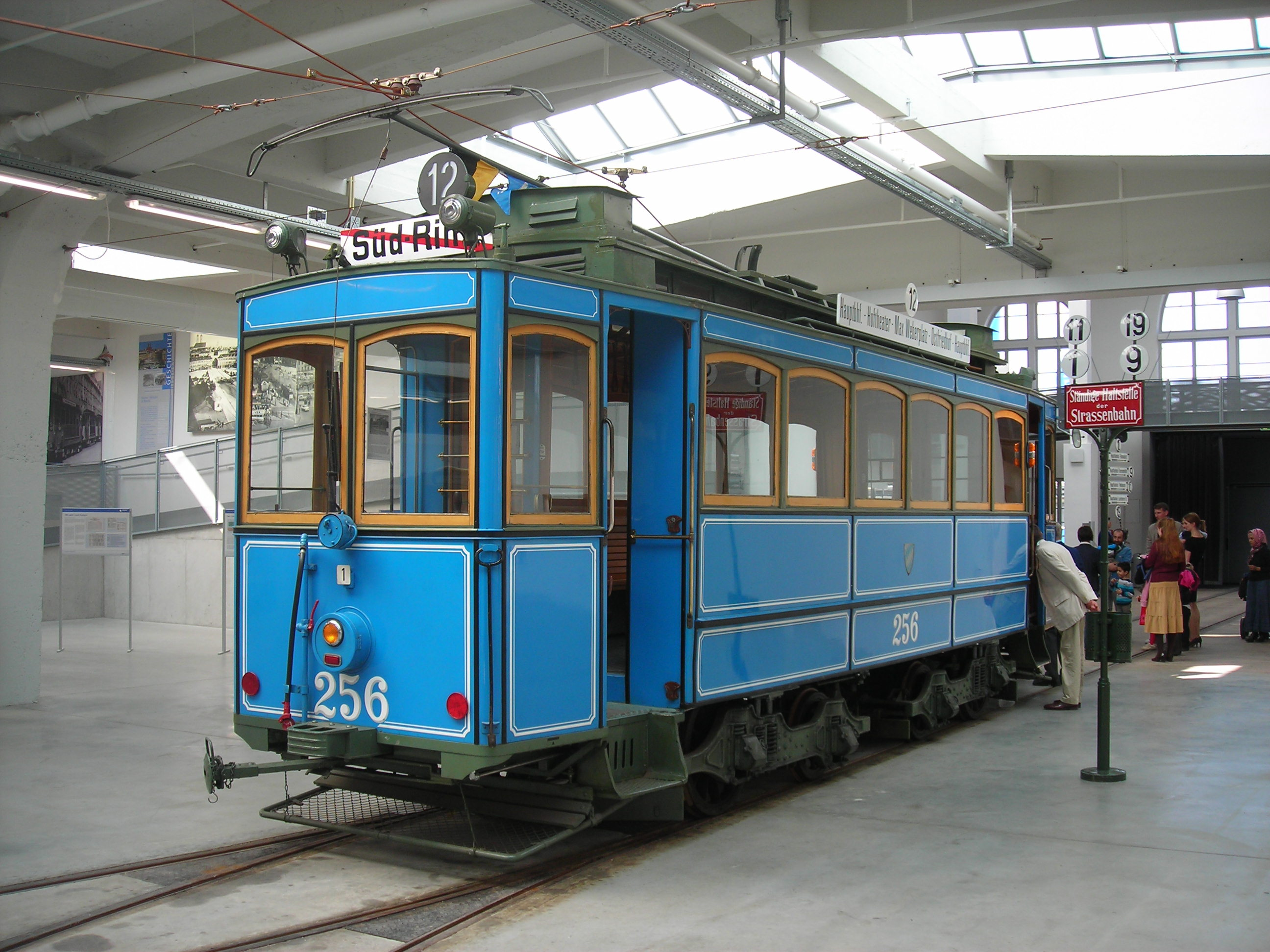
"Type A" vierasser van de tram van München.
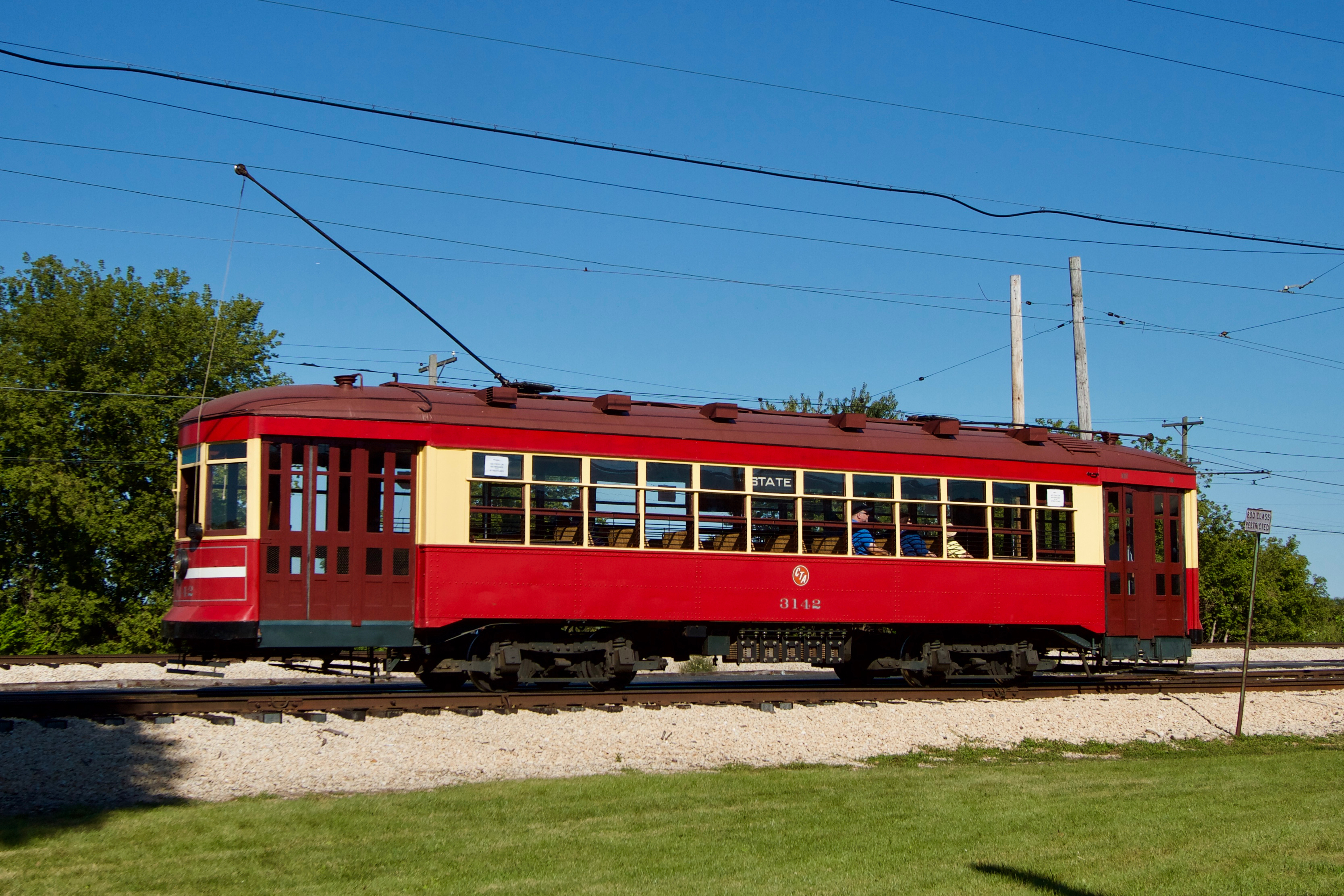
Vierasser van de Chicago Surface Lines.
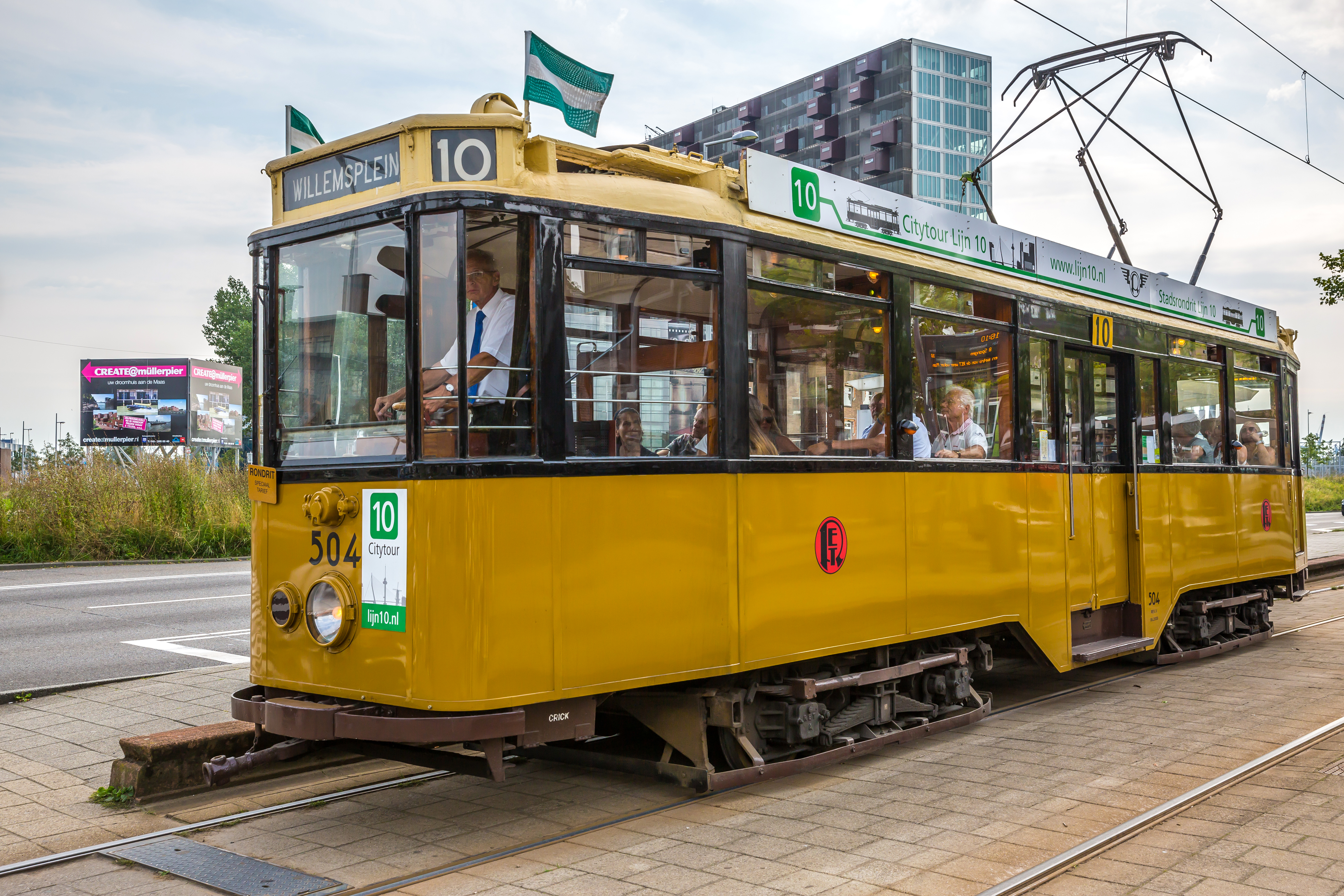
Vierasser ingezet voor toeristen in Rotterdam.
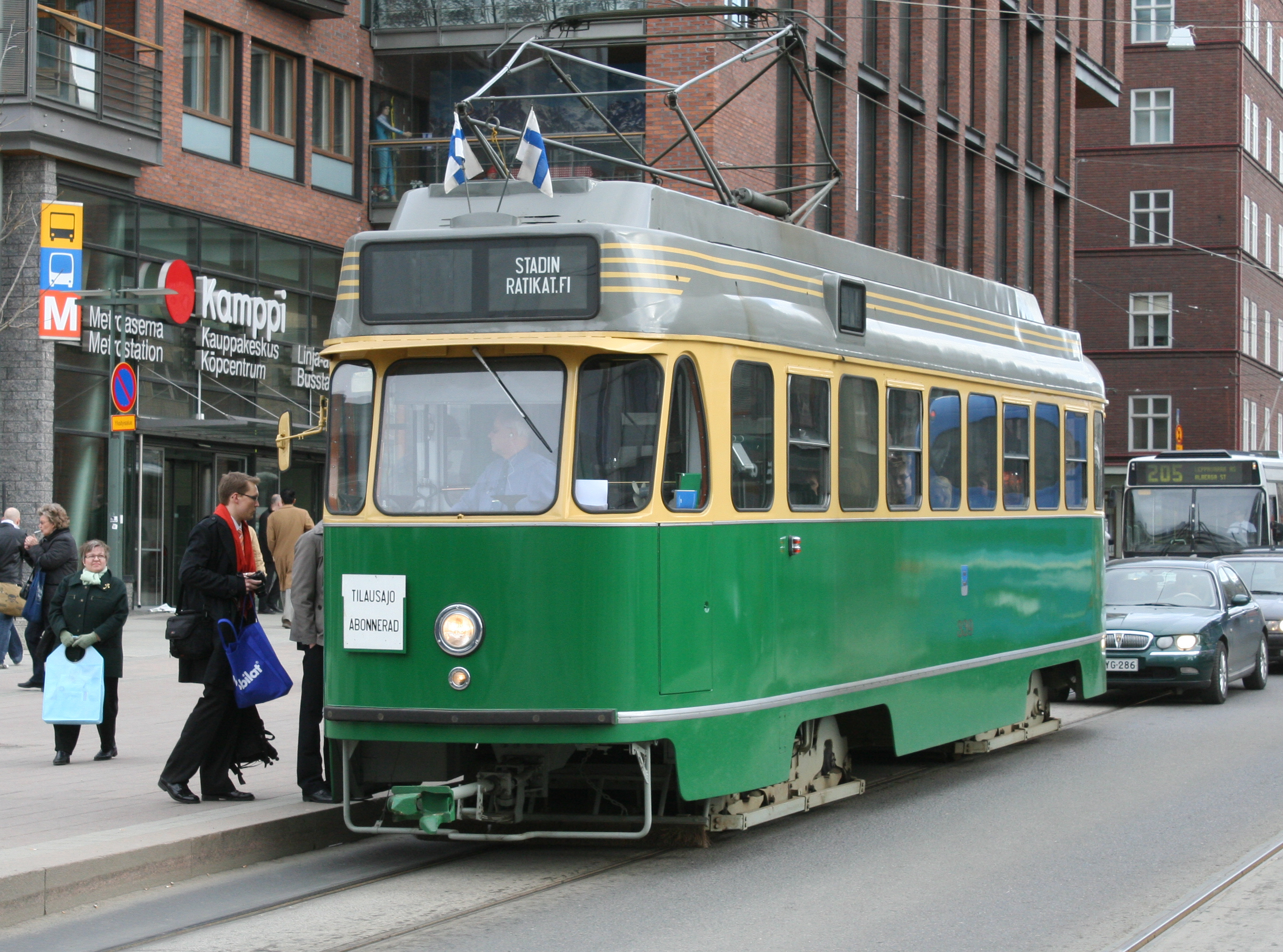
Vierasser gebouwd door Valmet in 1955 voor Helsinki.
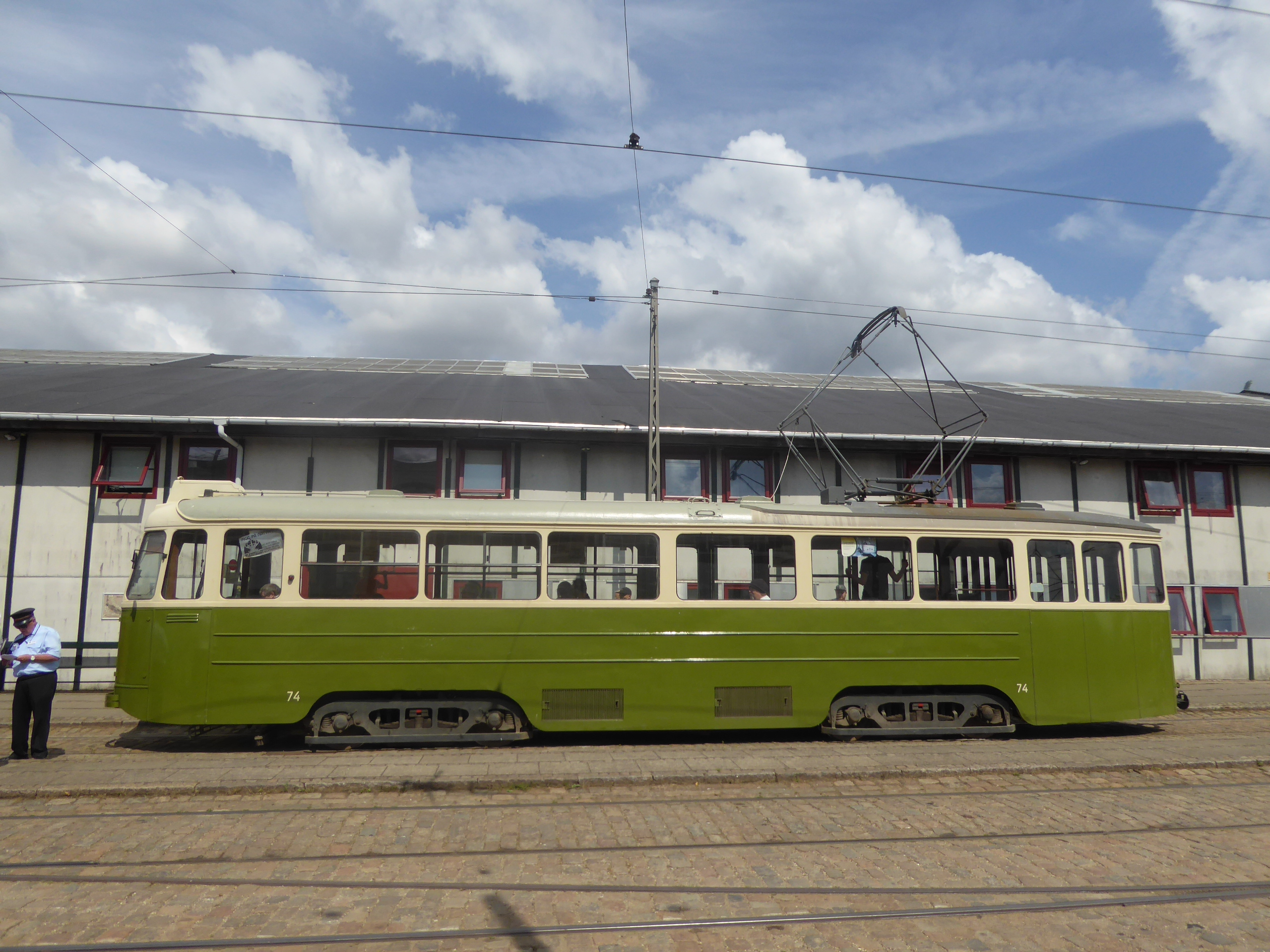
Vierasser van de tram in Malmö.
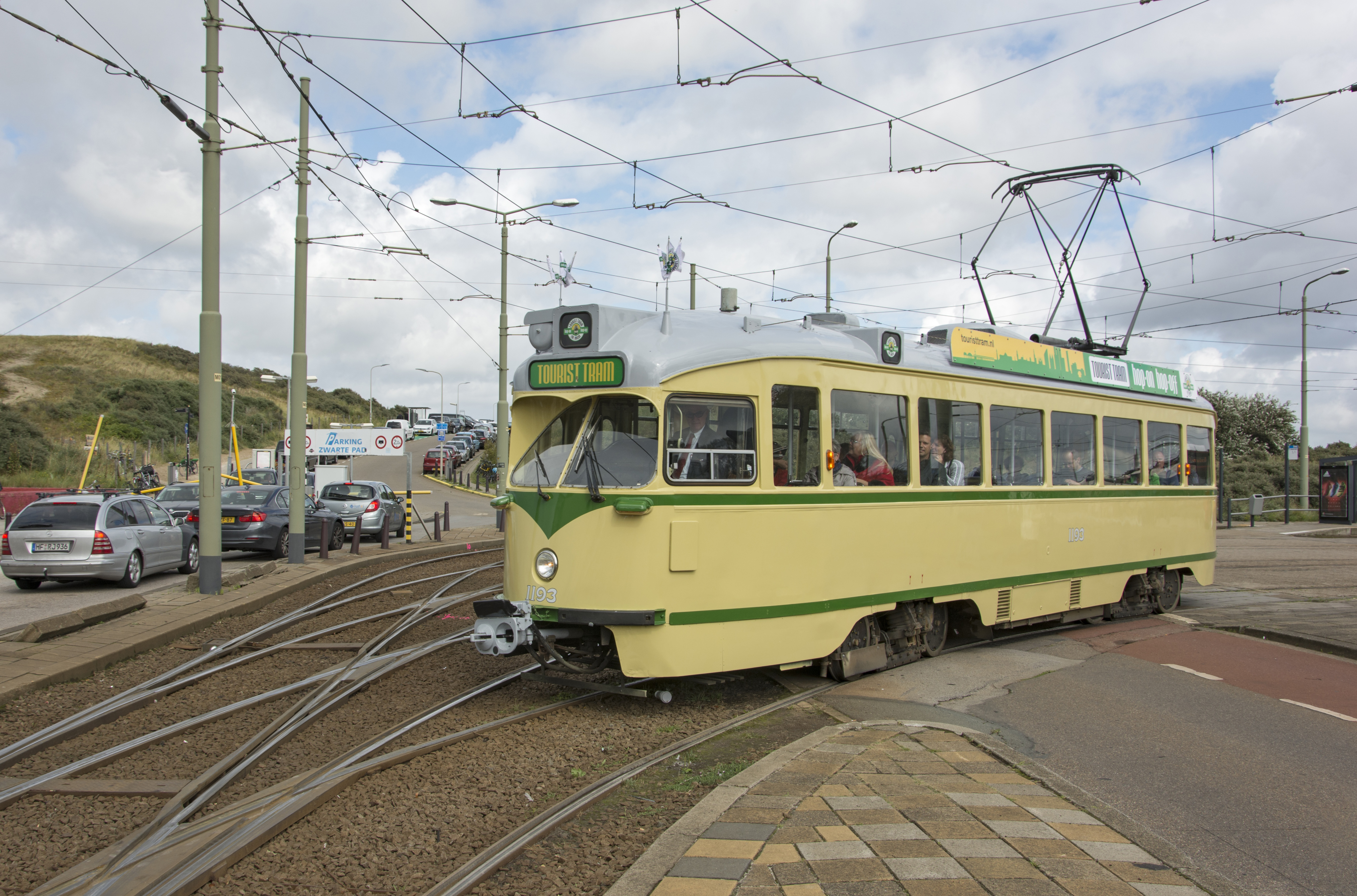
Vierasser ingezet voor toeristen in Den Haag.
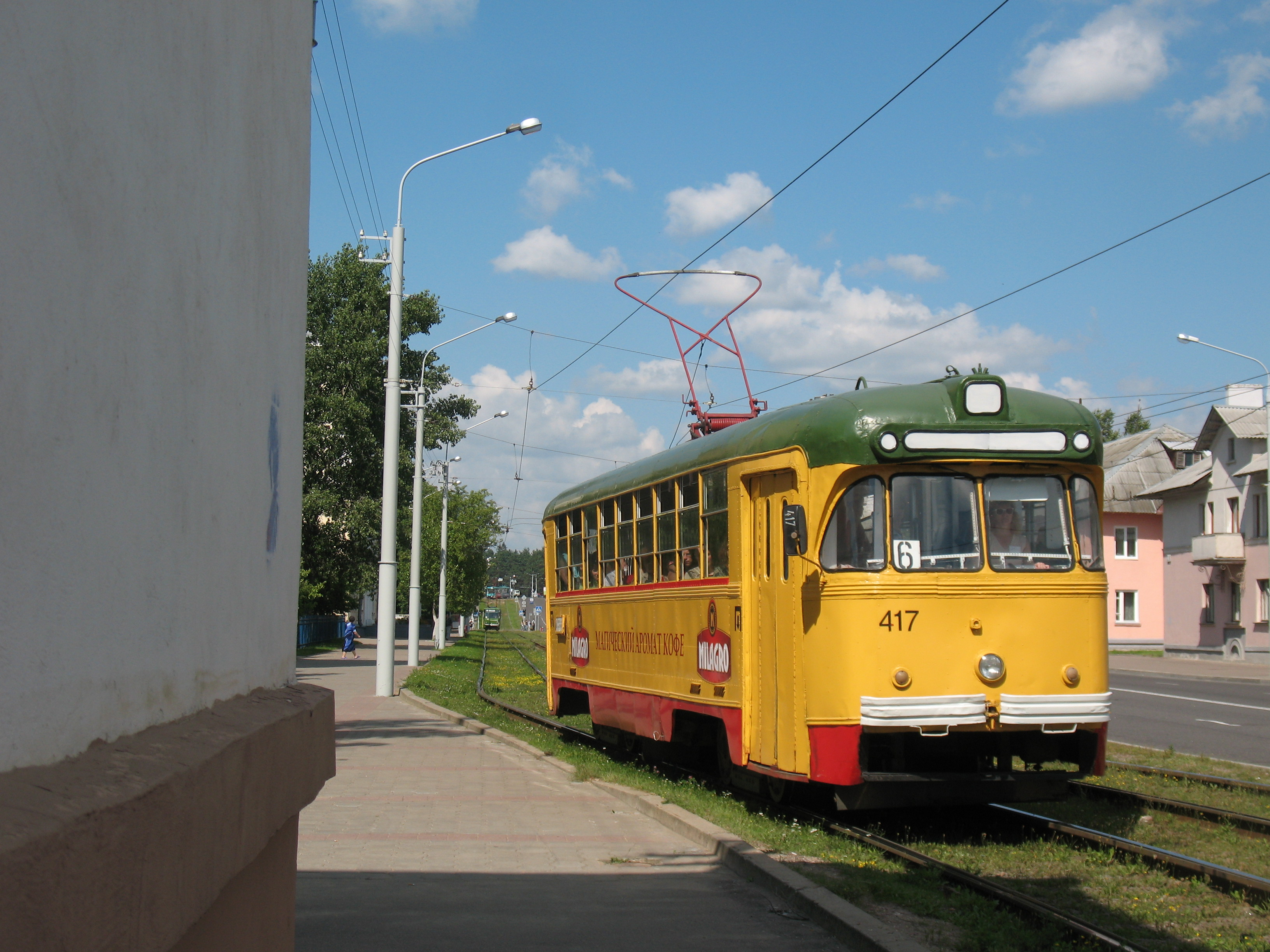
RVZ-6 tram van de tram van Minsk.
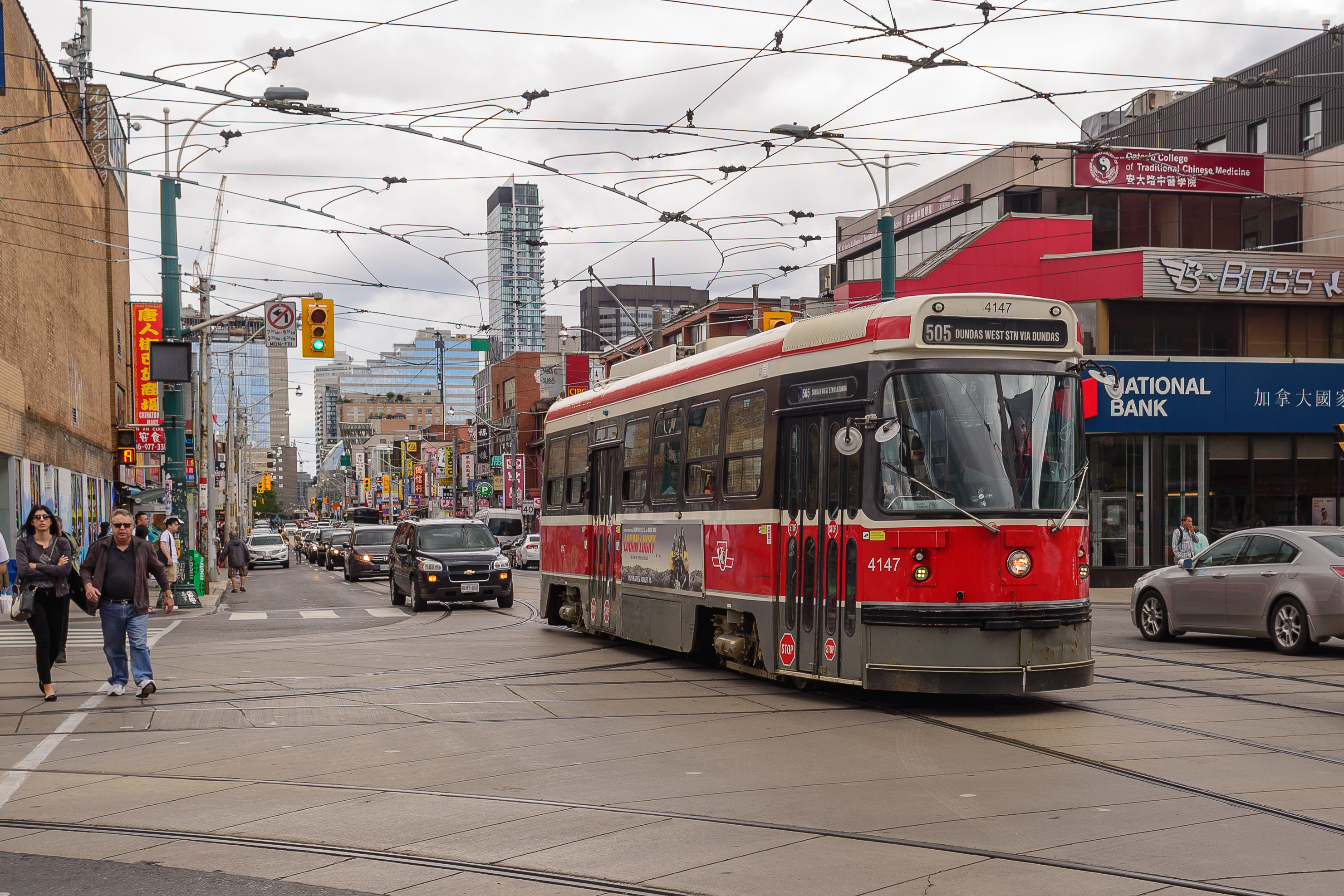
Vierasser tot 2019 in dienst in Toronto.
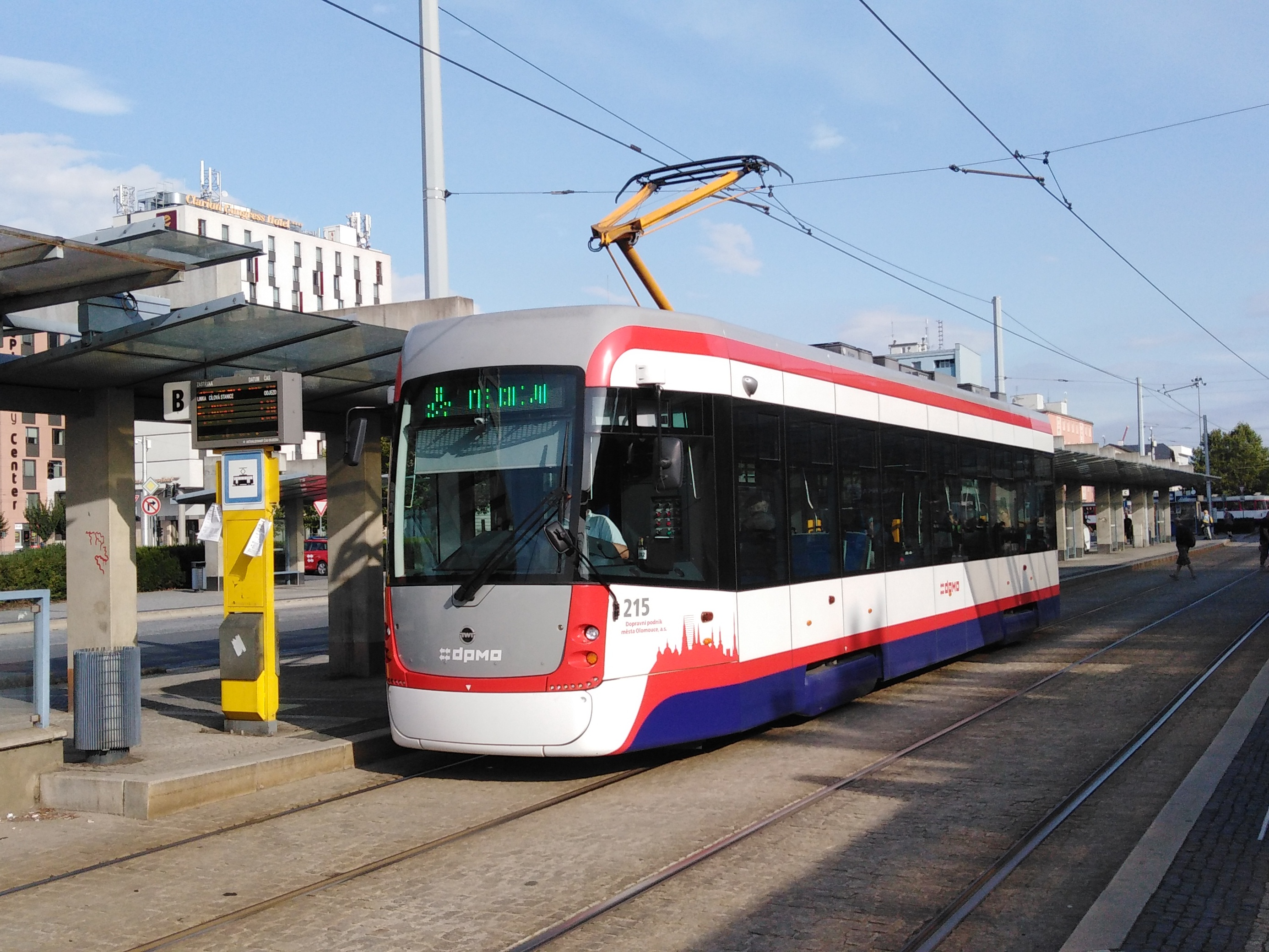
EVO 1 tram van de tram van Olomouc.
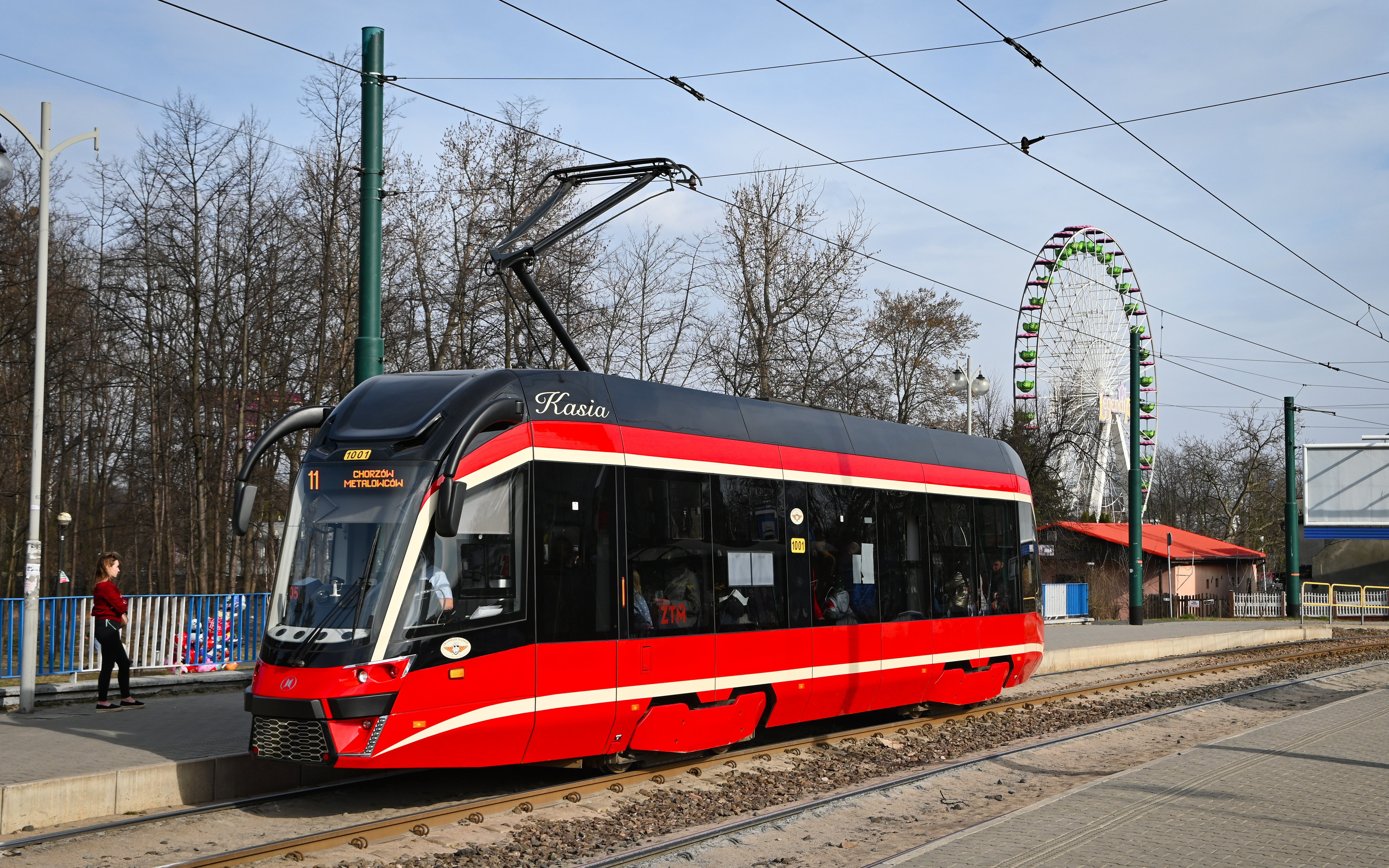
Moderus Beta van de tram in Katowice.
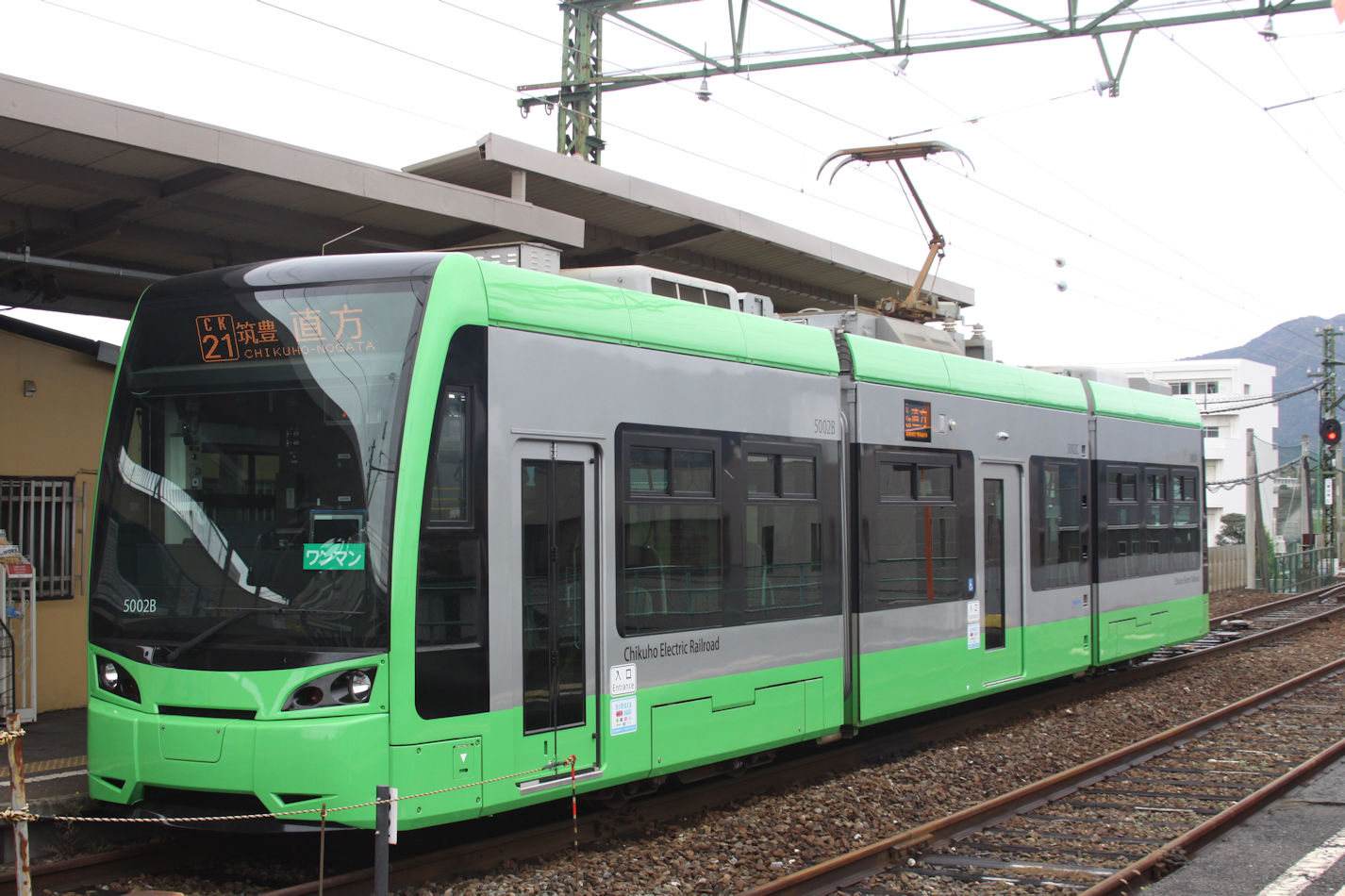
Gelede vierasser met zwevende bak; van de Chikutetsu, regio Fukuoka